# Marion Maréchal
Marion Jeanne Caroline Maréchal, tidigare Maréchal-Le Pen, född 10 december 1989 i Saint-Germain-en-Laye i Yvelines, är en fransk politiker, tidigare juridikstudent och ledamot i Frankrikes nationalförsamling för partiet Nationell Samling (RN). Hon valdes år 2012 som representant för departementet Vaucluse tredje valkrets och blev därmed Frankrikes yngsta parlamentsledamot i modern tid. Hon är systerdotter till Marine Le Pen och dotterdotter till Jean-Marie Le Pen.
År 2018 tog hon bort Le Pen från sitt efternamn. Marion Maréchal sågs som en potentiell presidentkandidat inför presidentvalet i Frankrike år 2022 men ställde inte upp. Istället gav hon sitt stöd till Éric Zemmour och deltog i hans presidentvalkampanj.

### Fotnoter
1. ↑  Samuel, Henry (17 juni 2012). ”Marion Le Pen becomes youngest French MP in modern history”. The Daily Telegraph. http://www.telegraph.co.uk/news/worldnews/europe/france/9337631/Marion-Le-Pen-becomes-youngest-French-MP-in-modern-history.html. Läst 17 juli 2013.
2. ↑  Chrisafis, Angelique (4 juni 2012). ”Le Pen again: new face of French far right has familiar surname”. The Guardian. http://www.guardian.co.uk/global/2012/jun/04/le-pen-new-face-french-far-right?newsfeed=true. Läst 17 juli 2013.
3. ↑  Miller, Nick (22 januari 2019). ”Marion Marechal: the 29-year-old far-right favourite tipped to challenge Macron” (på engelska). The Sydney Morning Herald. https://www.smh.com.au/world/europe/marechal-no-longer-a-politician-but-most-likely-to-challenge-macron-20190123-p50t22.html. Läst 18 oktober 2019.
4. ↑  ”Pourquoi ces électeurs de Le Pen ne veulent ni de Zemmour ni de Marion Maréchal” (på franska). Le HuffPost. 15 april 2022. https://www.huffingtonpost.fr/entry/pourquoi-ces-electeurs-de-marine-le-pen-ne-veulent-ni-de-zemmour-ni-de-marion-marechal-au-gouvernement_fr_625877e2e4b06c2ea328e3e2. Läst 1 maj 2022.